# Li Shizhen
Li Shizhen (1518 - 1593) metge, farmacòleg i erudit xinès. Un dels grans especialistes en medicina xinesa durant la Dinastia Ming. Autor del Gran Compendi de Matèria Mèdica "Bencao Gangmu - 草纲目".

## Biografia
Li Shizhen (en pinyin: Lǐ Shízhēn, en xinès: 李时珍) va néixer el 3 de juliol de 1518 a Huanggang a zona de Qichun a l'actual província de Hubei. El seu pare Li Yanwe i el seu avi també foren metges i comerciants locals de medicaments d'un cert renom, malgrat que en aquella època l'activitat de metge no era gaire valorada.
Als 14 anys va aprovar l'examen “xiucai - 秀才-“ però després de provar-ho tres cops no va poder superar els exàmens imperials i poder ocupar algun tipus de càrrec oficial al govern. Davant el fracàs escolar el seu pare el va incorporar com a aprenent i així poder transmetre-li el coneixements de medicina.
Quan tenia 27 anys, Li Shizhen ja havia assolit un cert reconeixement per les seves habilitats mèdiques. El seu reconeixement formal a nivell oficial es va produir quan va fer un diagnòstic precís i va poder curar un fill d'un membre de la família Zhu que governava durant la Dinastia Ming. Com a resultat, va ser convidat a ser un oficial al Tribunal de Rituals i Assumptes Mèdics i posteriorment el van nomenar adjunt al director de l'Institut Mèdic Imperial de Beijing.
Va dedicar quasi quaranta anys de la seva vida a fer una classificació de tots els elements naturals utilitzats en la medicina xinesa i a escriure diversos tractats. Va estudiar tots els elements utilitzats tradicionalment, corregint els errors i incorporant noves dades sobre les propietats farmacològiques i botàniques, amb indicació de les corresponents utilitzacions practiques.
Va morir el 1593.

### Compendi de Matèria MèdicaBencao Gangmu
En la seva pràctica mèdica, Li Shizhen va trobar molts errors, repeticions o omissions en els llibres mèdics disponibles, conscient que era un gran problema que afectava la salut i la vida dels pacients. Així que es va proposar compilar un nou llibre complet especialitzat en medicaments. A partir dels 34 anys, va començar aquest projecte.
Després de 27 anys d'esforços, a partir de Jingshi Zhenglei Beiji Bencao (llibre sobre matèria mèdica) de Tang Shenwei durant la dinastia Song (960-1279), va completar el seu monumental treball Compendi de Matèria Mèdica ("Bencao Gangmu - 草纲目"), en el sisè any (1578) del regnat de l'emperador Wanli.

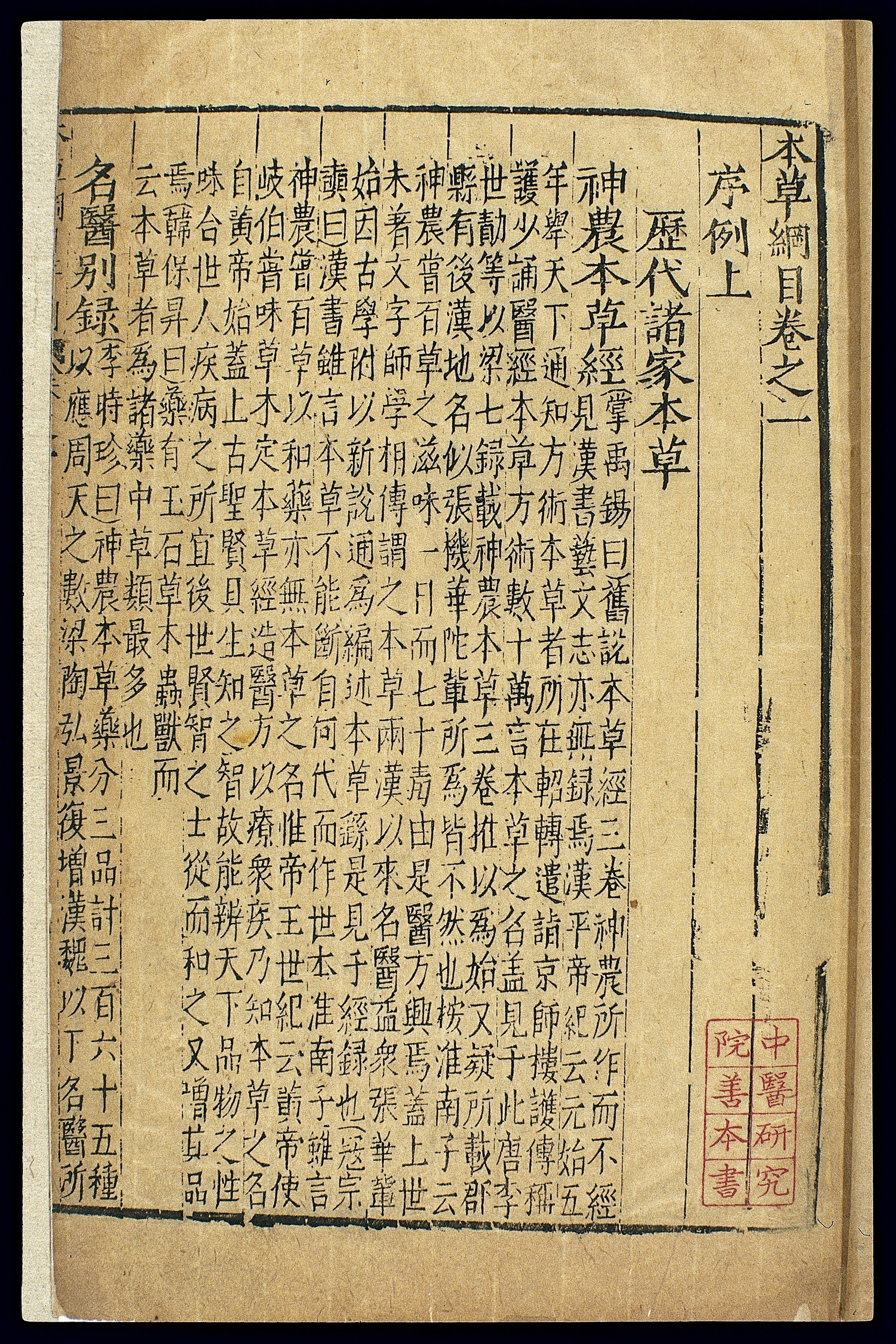
Primera edició del Bencao Gangmu, 1590

L'any 1578, el "Compendi de Matèria Mèdica" es va acabar finalment després de 28 anys d'esforç. No obstant això, aquesta original obra mestra no va publicar-se fins a 18 anys després de la mort de Li Shizhen. Els editors i els tallers d'impressió de llibres eren reticents a imprimir aquest llibre. Al tractar-se d'una monografia tant tècnica sobre farmacologia, els editors van estudiar si podien guanyar diners amb la publicació. El mateix Li Shizhen va viatjar a Nanjing per convidar a Wang Shizhen (1526-1590), una figura líder en la literatura, a escriure un prefaci per la seva obra. Esperava que aquest llibre fos publicat el més aviat possible en virtut de la reputació de Wang Shizhen.
Després d'acabar de llegir el llibre, Wang Shizhen va parlar molt d'això i va dir: "Llegint com si m'hagués entrat en un jardí ple d'arròs daurat, el color del qual era brillant i com si m'hagués entrat al palau de Dragon King, on exhibeix nombres o tresors ". A causa del prefaci de Wang Shizhen, va ser finalment acceptat per un editor que tenia un taller a Nanjing, sense considerar els guanys i la quantitat de diners que faria, va prometre imprimir-lo.
A més de resumir les experiències i els èxits dels predecessors, Li va aprendre àmpliament de metges, pagesos, caçadors, pescadors i altres treballadors, i sovint va anar a muntanyes i camps per observar i recollir tot tipus de mostres de plantes, animals, minerals, etc. Va cultivar les herbes medicinals i les va provar en el seu propi cos per obtenir el coneixement adequat a partir de l'aplicació´pràctica. Per recopilar la informació necessària, va viatjar extensament i va consultar experts en cada àrea d'interès. Els seus viatges el van portar a Hunan, Jiangsu, Jianxi i Anhui. Va recollir i consultar 800 llibres mèdics, és a dir, pràcticament tot el disponible en aquell moment.
L'obra es de fet una enciclopèdia de 52 volums, amb 11000 prescripcions, 1160 il·lustracions, el detall de 1892 remeis, 1094 plantes, 444 animals, 274 minerals i 79 productes diversos. Inclou una classificació dels remeis en setze grups, on diferenciava entre: Aigua, Foc, Terra, Metall i Pedres; herbes, cereals, vegetals, fruites i fusta; eines i vestimenta, insectes, escames, conxes, ocells, mamífers i persones.
Aquest treball és utilitzat com una referència de la farmacopea xinesa i alhora es un tractat de botànica, zoologia, mineralogia i metal·lúrgia.
Les diferents monografies contenen fins a 10 punts d'informació sobre cada material medicinal:
- Informació relativa a una classificació prèviament falsa

- Informació sobre noms secundaris, incloses les fonts dels noms

- Explicacions, comentaris i cites recollides en ordre cronològic, incloent-hi l'origen del material, l'aparença, el temps de recollida, les peces medicinalment ment útils, similituds amb altres materials

- Informació relativa a la preparació del material

- Explicació de punts dubtosos

- Correcció d'errors

- Gust i naturalesa

- Enumeració d'indicacions principals

- Explicació dels efectes i

- Enumeració de receptes en què s'utilitza el material, inclosa la forma i la dosificació de les receptes.

Només queden sis còpies de l'edició original. Una a la Biblioteca del Congrés dels EUA, dos a la Xina i tres al Japó. una còpia va ser destruïda durant la Segona Guerra Mundial. Diverses edicions noves i nombroses traduccions s'han realitzat al llarg dels segles.
L'octubre de 2007, l'Organització Mundial de la Salut (OMS) va publicar per primera vegada les "Terminologies estàndard internacionals sobre medicina tradicional", i va afirmar que els termes mèdics tradicionals xinesos haurien d'anar amb caràcters xinesos tradicionals i fer una traducció uniforme internacional a l'anglès, també es van establir normes uniformes per estandarditzar els termes mèdics tradicionals xinesos.